# Line (socialt netværk)
 For alternative betydninger, se Line. (Se også artikler, som begynder med Line)
Line (LINE) er et i Østasien udbredt socialt netværk af Japansk oprindelse, også benævnt som Line Application. 
Line begyndte i 2011 og blev i løbet af kun et par år det mest udbredte sociale netværk i Japan. I 2014 havde Line 560 millioner brugere. 
Line drives af Line Corporation, en afdeling af det koreanske Naver Corporation. 
Oprindeligt blev Line udviklet som en applikation til mobiltelefoner med operativsystemerne Android og iOS, senere er BlackBerry, Nokia Asha og Windows Phone, samt Firefox OS kommet til. Systemet findes også på computer platform til Microsoft Windows og Mac OS.